# Expo/La Brea
Expo/La Brea – naziemna stacja linii Expo Line metra w Los Angeles znajdująca się pomiędzy Baldwin Village a Jefferson Park. Powstała w ramach pierwszego etapu budowy linii Expo, która docelowo ma dotrzeć do miasta Santa Monica. Stacji została oddana do użytku 28 kwietnia 2012 roku.

## Opis stacji
Expo/ La Brea znajduje się na wiadukcie pod La Brea Avenue wzdłuż jezdni Exposition Bulevard. W pobliżu znajduje się kompleks sportowy Rancho Cienega Sports Center. Instalacja artystyczna na stacji autorstwa Jose Lozano nosi nazwę LA Metro Lotería.

## Połączenia autobusowe
Linie autobusowe Metro
- Metro Local: 38, 212/312